# Bethanie Mattek-Sands
Bethanie Lynn Mattek-Sands (de soltera Mattek, Rochester, Minnesota, 23 de març de 1985) és una tennista professional estatunidenca que competeix al WTA Tour. El 9 de gener de 2017 va esdevenir número 1 del rànquing de dobles femenins.
Mattek ha guanyat 5 títols d'individuals al Circuit ITF, però els seus millors resultats al WTA Tour s'han produït en categoria de dobles, on destaquen cinc títols de Grand Slam en cinc finals disputades, i també quatre més en categoria de dobles mixts. Mattek també juga pel New York Sportimes pel World Team Tennis. L'any 2016 va guanyar la medalla d'or olímpica en categoria mixta en els Jocs Olímpics de Rio de Janeiro fent parella amb Jack Sock.
El 29 de novembre de 2008 es va casar amb l'executiu Justin Sands a Naples (Florida), i des de llavors va incorporar el cognom del seu marit Mattek-Sands professionalment.
A banda dels resultats tennístics també és coneguda per l'estil de moda excèntric que usa en les pistes de tennis, fet que li ha proporcionat diversos contractes publicitaris i també multes per part de l'organització d'alguns torneigs.

## Torneigs de Grand Slam

### Dobles femenins: 6 (5−1)
| Resultat   | Núm. | Any  | Torneig              | Parella        | Oponents                              | Marcador         |
| ---------- | ---- | ---- | -------------------- | -------------- | ------------------------------------- | ---------------- |
| Guanyadora | 1.   | 2015 | Open d'Austràlia     | Lucie Šafářová | Chan Yung-Jan Zheng Jie               | 6−4, 7−6(5)      |
| Guanyadora | 2.   | 2015 | Roland Garros        | Lucie Šafářová | Casey Dellacqua Iaroslava Xvédova     | 3−6, 6−4, 6−2    |
| Guanyadora | 3.   | 2016 | US Open              | Lucie Šafářová | Caroline Garcia Kristina Mladenovic   | 2−6, 7−6(5), 6−4 |
| Guanyadora | 4.   | 2017 | Open d'Austràlia (2) | Lucie Šafářová | Andrea Hlaváčková Peng Shuai          | 6−7(4), 6−3, 6−3 |
| Guanyadora | 5.   | 2017 | Roland Garros (2)    | Lucie Šafářová | Ashleigh Barty Casey Dellacqua        | 6−2, 6−1         |
| Finalista  | 1.   | 2021 | Roland Garros        | Iga Świątek    | Barbora Krejčíková Kateřina Siniaková | 4−6, 2−6         |

### Dobles mixts: 7 (4−3)
| Resultat   | Núm. | Any  | Torneig          | Parella      | Oponents                         | Marcador         |
| ---------- | ---- | ---- | ---------------- | ------------ | -------------------------------- | ---------------- |
| Guanyadora | 1.   | 2012 | Open d'Austràlia | Horia Tecău  | Ielena Vesninà Leander Paes      | 6–3, 5–7, [10–3] |
| Guanyadora | 2.   | 2015 | Roland Garros    | Mike Bryan   | Lucie Hradecká Marcin Matkowski  | 7–6(3), 6–1      |
| Finalista  | 1.   | 2015 | US Open          | Sam Querrey  | Martina Hingis Leander Paes      | 4−6, 6−3, [7−10] |
| Guanyadora | 3.   | 2018 | US Open          | Jamie Murray | Alicja Rosolska Nikola Mektić    | 2−6, 6−3, [11−9] |
| Guanyadora | 4.   | 2019 | US Open (2)      | Jamie Murray | Chan Hao-ching Michael Venus     | 6−2, 6−3         |
| Finalista  | 2.   | 2020 | Open d'Austràlia | Jamie Murray | Barbora Krejčíková Nikola Mektić | 7−5, 4−6, [1−10] |

## Jocs Olímpics

### Dobles mixts
| Any  | Campionat                             | Parella   | Oponents                  | Resultat            |
| ---- | ------------------------------------- | --------- | ------------------------- | ------------------- |
| 2016 | Jocs Olímpics, Rio de Janeiro, Brasil | Jack Sock | Venus Williams Rajeev Ram | 6−7(3), 6−1, [10−7] |

## Palmarès

### Individual: 4 (0−4)
| Abans de 2009                | Després de 2009         |
| ---------------------------- | ----------------------- |
| Grand Slam (0−0)             |                         |
| WTA Tour Championships (0−0) |                         |
| Tier I (0−0)                 | Premier Mandatory (0−0) |
| Tier II (0−0)                | Premier 5 (0−0)         |
| Tier III (0−1)               | Premier (0−0)           |
| Tier IV i V (0−0)            | International (0−3)     |

| Títols per superfície |
| --------------------- |
| Dura (0−2)            |
| Gespa (0−0)           |
| Terra batuda (0−0)    |
| Moqueta (0−2)         |

| Resultat  | Núm. | Data                   | Torneig                | Superfície  | Oponent           | Marcador         |
| --------- | ---- | ---------------------- | ---------------------- | ----------- | ----------------- | ---------------- |
| Finalista | 1.   | 2 de novembre de 2008  | Quebec, Canadà         | Moqueta (i) | Nàdia Petrova     | 6−4, 4−6, 1−6    |
| Finalista | 2.   | 19 de setembre de 2010 | Quebec (2)             | Moqueta (i) | Tamira Paszek     | 6−7(6), 6−2, 5−7 |
| Finalista | 3.   | 15 de gener de 2011    | Hobart, Austràlia      | Dura        | Jarmila Gajdošová | 4−6, 3−6         |
| Finalista | 4.   | 3 de març de 2013      | Kuala Lumpur, Malàisia | Dura        | Karolína Plíšková | 6−1, 5−7, 3−6    |

### Dobles femenins: 49 (30−19)
| Abans de 2009                             | 2009 − 2020             | Després de 2021 |
| ----------------------------------------- | ----------------------- | --------------- |
| Grand Slam (5−1)                          |                         |                 |
| WTA Tour Championships / WTA Finals (0−1) |                         |                 |
| Tier I (0−0)                              | Premier Mandatory (4−1) | WTA 1000 (1−0)  |
| Tier II (1−1)                             | Premier 5 (2−0)         | WTA 1000 (1−0)  |
| Tier III (2−0)                            | Premier (11−6)          | WTA 500 (1−1)   |
| Tier IV / V (1−2)                         | International (1−3)     | WTA 250 (1−3)   |

| Títols per superfície |
| --------------------- |
| Dura (19−8)           |
| Gespa (0−2)           |
| Terra batuda (11−8)   |
| Moqueta (0−1)         |

| Resultat   | Núm. | Data                   | Torneig                        | Superfície       | Parella                    | Oponents                              | Marcador            |
| ---------- | ---- | ---------------------- | ------------------------------ | ---------------- | -------------------------- | ------------------------------------- | ------------------- |
| Guanyadora | 1.   | 15 d'agost de 2004     | Vancouver, Canadà              | Dura             | Abigail Spears             | Els Callens Anna-Lena Grönefeld       | 6−3, 6−3            |
| Finalista  | 1.   | 14 d'agost de 2005     | Los Angeles, Estats Units      | Dura             | Angela Haynes              | Ielena Deméntieva Flavia Pennetta     | 2−6, 4−6            |
| Finalista  | 2.   | 14 de maig de 2006     | Praga, Txèquia                 | Terra batuda     | Ashley Harkleroad          | Marion Bartoli Shahar Pe'er           | 4−6, 4−6            |
| Finalista  | 3.   | 21 de maig de 2006     | Rabat, Marroc                  | Terra batuda     | Ashley Harkleroad          | Zheng Jie Yan Zi                      | 1−6, 3−6            |
| Guanyadora | 2.   | 22 de juliol de 2007   | Cincinnati, Estats Units       | Dura             | Sania Mirza                | Alina Jidkova Tatiana Poutchek        | 7−6(4), 7−5         |
| Guanyadora | 3.   | 23 de febrer de 2008   | Bogotà, Colòmbia               | Terra batuda     | Iveta Benešová             | Jelena Kostanić Tošić Martina Müller  | 6−3, 6−3            |
| Guanyadora | 4.   | 13 d'abril de 2008     | Amelia Island, Estats Units    | Terra batuda     | Vladimíra Uhlířová         | Victoria Azarenka Ielena Vesninà      | 6−3, 6−1            |
| Guanyadora | 5.   | 19 d'abril de 2009     | Charleston, Estats Units       | Terra batuda     | Nàdia Petrova              | Līga Dekmeijere Patty Schnyder        | 6−7(5), 6−2, [11−9] |
| Guanyadora | 6.   | 3 de maig de 2009      | Stuttgart, Alemanya            | Terra batuda     | Nàdia Petrova              | Gisela Dulko Flavia Pennetta          | 5−7, 6−3, [10−7]    |
| Guanyadora | 7.   | 23 de maig de 2009     | Varsòvia, Polònia              | Terra batuda     | Raquel Kops-Jones          | Yan Zi Zheng Jie                      | 6−1, 6−1            |
| Finalista  | 4.   | 21 de febrer de 2010   | Memphis, Estats Units          | Dura (i)         | Meghann Shaughnessy        | Michaëlla Krajicek Vania King         | 5−7, 2−6            |
| Guanyadora | 8.   | 11 d'abril de 2010     | Ponte Vedra, Estats Units      | Terra batuda     | Yan Zi                     | Chuang Chia-jung Peng Shuai           | 4−6, 6−4, [10−8]    |
| Finalista  | 5.   | 13 de juny de 2010     | Bimingham, Regne Unit          | Gespa (i)        | Liezel Huber               | Cara Black Lisa Raymond               | 3−7, 2−3, retirada  |
| Finalista  | 6.   | 28 d'agost de 2010     | New Haven, Estats Units        | Dura             | Meghann Shaughnessy        | Květa Peschke Katarina Srebotnik      | 5−7, 0−6            |
| Finalista  | 7.   | 19 de setembre de 2010 | Quebec, Canadà                 | Moqueta (i)      | Barbora Záhlavová-Strýcová | Sofia Arvidsson Johanna Larsson       | 1−6, 6−2, [6−10]    |
| Guanyadora | 9.   | 13 de febrer de 2011   | París, França                  | Dura (i)         | Meghann Shaughnessy        | Vera Dushevina Iekaterina Makàrova    | 6−4, 6−2            |
| Finalista  | 8.   | 19 de març de 2011     | Indian Wells, Estats Units     | Dura             | Meghann Shaughnessy        | Ielena Vesninà Sania Mirza            | 0−6, 5−7            |
| Finalista  | 9.   | 10 d'abril de 2011     | Charleston                     | Terra batuda     | Meghann Shaughnessy        | Ielena Vesninà Sania Mirza            | 4−6, 4−6            |
| Guanyadora | 10.  | 26 de maig de 2012     | Brussel·les, Bèlgica           | Terra batuda     | Sania Mirza                | Alicja Rosolska Zheng Jie             | 6−3, 6−2            |
| Guanyadora | 11.  | 5 de gener de 2013     | Brisbane, Austràlia            | Dura             | Sania Mirza                | Anna-Lena Grönefeld Květa Peschke     | 4−6, 6−4, [10−7]    |
| Guanyadora | 12.  | 23 de febrer de 2013   | Dubai, Emirats Àrabs Units     | Dura             | Sania Mirza                | Nàdia Petrova Katarina Srebotnik      | 6−4, 2−6, [10−7]    |
| Finalista  | 10.  | 28 d'abril de 2013     | Stuttgart                      | Terra batuda (i) | Sania Mirza                | Mona Barthel Sabine Lisicki           | 4−6, 5−7            |
| Guanyadora | 13.  | 16 de gener de 2015    | Sydney, Austràlia              | Dura             | Sania Mirza                | Abigail Spears Raquel Kops-Jones      | 6−3, 6−3            |
| Guanyadora | 14.  | 30 de gener de 2015    | Open d'Austràlia, Austràlia    | Dura             | Lucie Šafářová             | Chan Yung-jan Zheng Jie               | 6−4, 7−6(5)         |
| Guanyadora | 15.  | 26 d'abril de 2015     | Stuttgart (2)                  | Terra batuda (i) | Lucie Šafářová             | Caroline Garcia Katarina Srebotnik    | 6−4, 6−3            |
| Guanyadora | 16.  | 7 de juny de 2015      | Roland Garros, França          | Terra batuda     | Lucie Šafářová             | Casey Dellacqua Iaroslava Xvédova     | 3−6, 6−4, 6−2       |
| Guanyadora | 17.  | 16 d'agost de 2015     | Toronto, Canadà                | Dura             | Lucie Šafářová             | Caroline Garcia Katarina Srebotnik    | 6−1, 6−2            |
| Guanyadora | 18.  | 19 de març de 2016     | Indian Wells                   | Dura             | Coco Vandeweghe            | Julia Görges Karolína Plíšková        | 4−6, 6−4, [10−6]    |
| Guanyadora | 19.  | 3 d'abril de 2016      | Miami, Estats Units            | Dura             | Lucie Šafářová             | Tímea Babos Iaroslava Xvédova         | 6−3, 6−4            |
| Finalista  | 11.  | 10 d'abril de 2016     | Charleston (2)                 | Terra batuda     | Lucie Šafářová             | Caroline Garcia Kristina Mladenovic   | 2−6, 5−7            |
| Guanyadora | 20.  | 11 de setembre de 2016 | US Open, Estats Units          | Dura             | Lucie Šafářová             | Caroline Garcia Kristina Mladenovic   | 2−6, 7−6(5), 6−4    |
| Guanyadora | 21.  | 1 d'octubre de 2016    | Wuhan, Xina                    | Dura             | Lucie Šafářová             | Barbora Strýcová Sania Mirza          | 6−1, 6−4            |
| Guanyadora | 22.  | 9 d'octubre de 2016    | Pequín, Xina                   | Dura             | Lucie Šafářová             | Caroline Garcia Kristina Mladenovic   | 6−4, 6−4            |
| Finalista  | 12.  | 30 d'octubre de 2016   | WTA Finals, Singapur           | Dura (i)         | Lucie Šafářová             | Iekaterina Makàrova Ielena Vesninà    | 6−7(5), 3−6         |
| Guanyadora | 23.  | 7 de gener de 2017     | Brisbane (2)                   | Dura             | Sania Mirza                | Iekaterina Makàrova Ielena Vesninà    | 6−2, 6−3            |
| Guanyadora | 24.  | 27 de gener de 2017    | Open d'Austràlia (2)           | Dura             | Lucie Šafářová             | Andrea Hlaváčková Peng Shuai          | 6−7(4), 6−3, 6−3    |
| Guanyadora | 25.  | 9 d'abril de 2017      | Charleston (2)                 | Terra batuda     | Lucie Šafářová             | Lucie Hradecká Kateřina Siniaková     | 6−1, 4−6, [10−7]    |
| Guanyadora | 26.  | 11 de juny de 2017     | Roland Garros (2)              | Terra batuda     | Lucie Šafářová             | Ashleigh Barty Casey Dellacqua        | 6−2, 6−1            |
| Finalista  | 13.  | 30 de juny de 2019     | Eastbourne, Regne Unit         | Gespa            | Kirsten Flipkens           | Chan Hao-ching Latisha Chan           | 6−2, 3−6, [10−6]    |
| Guanyadora | 27.  | 6 d'octubre de 2019    | Pequín (2)                     | Dura             | Sofia Kenin                | Jeļena Ostapenko Dayana Yastremska    | 6−3, 6−7(5), [10−7] |
| Finalista  | 14.  | 20 d'octubre de 2019   | Moscou, Rússia                 | Dura (i)         | Kirsten Flipkens           | Shuko Aoyama Ena Shibahara            | 2−6, 1−6            |
| Finalista  | 15.  | 25 d'abril de 2021     | Stuttgart, Alemanya            | Terra batuda     | Desirae Krawczyk           | Ashleigh Barty Jennifer Brady         | 4−6, 7−5, [5−10]    |
| Finalista  | 16.  | 13 de juny de 2021     | Roland Garros                  | Terra batuda     | Iga Świątek                | Barbora Krejčíková Kateřina Siniaková | 4−6, 2−6            |
| Finalista  | 17.  | 8 de gener de 2023     | Auckland, Nova Zelanda         | Dura             | Leylah Fernandez           | Miyu Kato Aldila Sutjiadi             | 6−1, 5−7, [4−10]    |
| Guanyadora | 28.  | 15 d'octubre de 2023   | Seül, Corea del Sud            | Dura             | Marie Bouzková             | Luksika Kumkhum Peangtarn Plipuech    | 6−2, 6−1            |
| Finalista  | 18.  | 7 de gener de 2024     | Auckland (2)                   | Dura             | Marie Bouzková             | Anna Danilina Viktória Hrunčáková     | 3−6, 7−6(5), [8−10] |
| Guanyadora | 29.  | 11 de febrer de 2024   | Abu Dhabi, Emirats Àrabs Units | Dura             | Sofia Kenin                | Linda Nosková Heather Watson          | 6−4, 7−6(4)         |
| Guanyadora | 30.  | 31 de març de 2024     | Miami, Estats Units            | Dura             | Sofia Kenin                | Gabriela Dabrowski Erin Routliffe     | 4−6, 7−6(5), [11−9] |
| Finalista  | 19.  | 28 de juliol de 2024   | Praga (2)                      | Terra batuda     | Lucie Šafářová             | Barbora Krejčíková Kateřina Siniaková | 3−6, 3−6            |

#### Períodes com a número 1
| Núm. | Precedida per | Dates                   | Succeïda per   | Setmanes | Acumulat |
| ---- | ------------- | ----------------------- | -------------- | -------- | -------- |
| 1.   | Sania Mirza   | 09/01/2017 − 20/08/2017 | Lucie Šafářová | 32       | 32       |

### Dobles mixts: 6 (5−1)
| Resultat   | Núm. | Data                  | Torneig                               | Superfície   | Parella      | Oponents                        | Marcador            |
| ---------- | ---- | --------------------- | ------------------------------------- | ------------ | ------------ | ------------------------------- | ------------------- |
| Guanyadora | 1.   | 16 de gener de 2012   | Open d'Austràlia, Austràlia           | Dura         | Horia Tecău  | Ielena Vesninà Leander Paes     | 6−3, 5−7, [10−3]    |
| Guanyadora | 2.   | 4 de juny de 2015     | Roland Garros, França                 | Terra batuda | Mike Bryan   | Lucie Hradecka Marcin Matkowski | 7–6(3), 6–1         |
| Finalista  | 1.   | 31 d'agost de 2015    | US Open, Estats Units                 | Dura         | Sam Querrey  | Martina Hingis Leander Paes     | 4−6, 6−3, [7−10]    |
| Guanyadora | 3.   | 14 d'agost de 2016    | Jocs Olímpics, Rio de Janeiro, Brasil | Dura         | Jack Sock    | Venus Williams Rajeev Ram       | 6−7(3), 6−1, [10−7] |
| Guanyadora | 4.   | 8 de setembre de 2018 | US Open                               | Dura         | Jamie Murray | Alicja Rosolska Nikola Mektić   | 2−6, 6−3, [11−9]    |
| Guanyadora | 5.   | 8 de setembre de 2018 | US Open (2)                           | Dura         | Jamie Murray | Chan Hao-ching Michael Venus    | 6−2, 6−3            |

### Equips: 2 (1−1)
| Resultat   | Núm. | Data                    | Torneig                                 | Superfície | Equip                                      | Oponents                                                      | Marcador |
| ---------- | ---- | ----------------------- | --------------------------------------- | ---------- | ------------------------------------------ | ------------------------------------------------------------- | -------- |
| Finalista  | 1.   | 6−7 de novembre de 2010 | Copa Federació, San Diego, Estats Units | Dura (i)   | Liezel Huber Melanie Oudin Coco Vandeweghe | Sara Errani Flavia Pennetta Francesca Schiavone Roberta Vinci | 1−3      |
| Guanyadora | 1.   | 8 de gener de 2011      | Copa Hopman, Perth, Austràlia           | Dura (i)   | John Isner                                 | Justine Henin Ruben Bemelmans                                 | 2−1      |

## Trajectòria

### Individual
| Open d'Austràlia | A   | A   | A   | Q2  | A   | Q3   | Q3  | Q1    | A    | Q3    | 1R    | 1R  | Q1    | 1R  | 3R    | 1R   | Q3  | A   | 1R  | 0 / 6     | 2 – 6     |
| Roland Garros | A   | A   | A   | Q2  | Q2  | 1R   | Q1  | 2R    | 1R   | 2R    | 3R    | 2R  | 4R    | A   | 1R    | 1R   | 3R  | 2R  | A   | 0 / 11    | 11 – 11   |
| Wimbledon | A   | A   | Q3  | Q2  | A   | 1R   | 2R  | 4R    | 1R   | 1R    | 1R    | A   | 1R    | A   | 3R    | 1R   | 2R  | A   | A   | 0 / 10    | 7 – 10    |
| US Open | 1R  | 1R  | 1R  | 1R  | 1R  | 1R   | 2R  | 2R    | 2R   | 2R    | 1R    | 1R  | 2R    | A   | 3R    | 1R   | A   | Q1  | Q1  | 0 / 15    | 7 – 15    |
| Victòries−Derrotes | 0–2 | 0–1 | 0–5 | 2–3 | 3–3 | 8–12 | 6–8 | 19–14 | 7–14 | 14–13 | 18–14 | 5–9 | 16–15 | 3–9 | 14–14 | 5–15 | 7–7 | 1–7 | 1–3 | 130 – 168 | 130 – 168 |
| Rànquing a final d'any | 338 | 270 | 135 | 166 | 171 | 104  | 112 | 39    | 152  | 59    | 55    | 173 | 47    | 175 | 61    | 175  | 121 | 370 | 398 |           |           |
| Llegenda: G: Guanyadora; F: Finalista; SF: Semifinalista; QF: Quarts de final; Q: Qualificació; A: Absent; RR: Round Robin; |     |     |     |     |     |      |     |       |      |       |       |     |       |     |       |      |     |     |     |           |           |

### Dobles femenins
| Open d'Austràlia | A           | A           | A           | 2R  | A           | A           | 2R          | 3R    | A           | QF          | QF          | 3R    | 1R          | A           | G           | 2R    | G           | A           | 1R          | 3R          | 2R    | A   | 1R | 1R | 2 / 14    | 28 – 12   |
| Roland Garros | A           | A           | A           | 3R  | A           | 1R          | 1R          | 2R    | QF          | 3R          | 2R          | 1R    | 3R          | A           | G           | 1R    | G           | 2R          | A           | QF          | F     | A   | 1R |    | 2 / 16    | 32 – 14   |
| Wimbledon | A           | A           | A           | 1R  | A           | 2R          | 2R          | QF    | 3R          | SF          | 2R          | 3R    | A           | A           | QF          | 1R    | 2R          | QF          | QF          | NC          | 2R    | A   |    |    | 0 / 14    | 25 – 14   |
| US Open | 1R          | 1R          | 2R          | 1R  | 1R          | 3R          | QF          | A     | QF          | QF          | 3R          | 3R    | A           | A           | A           | G     | A           | 2R          | 1R          | 1R          | 3R    | A   | 2R |    | 1 / 17    | 26 – 16   |
| Jocs Olímpics | No celebrat | No celebrat | No celebrat | A   | No celebrat | No celebrat | No celebrat | A     | No celebrat | No celebrat | No celebrat | A     | No celebrat | No celebrat | No celebrat | 2R    | No celebrat | No celebrat | No celebrat | No celebrat | QF    | NC  | NC |    | 0 / 2     | 3 – 2     |
| WTA Finals | A           | A           | A           | A   | A           | A           | A           | A     | A           | A           | A           | A     | A           | A           | RR          | F     | A           | A           | A           | NC          | A     | A   |    |    | 0 / 2     | 3 – 3     |
| Total Victòries−Derrotes | 0−1         | 0−1         | 1−4         | 8−7 | 5−4         | 19−15       | 17−14       | 23−13 | 32−12       | 38−17       | 27−12       | 19−12 | 20−9        | 2−3         | 35−8        | 36−11 | 24−4        | 10−12       | 20−9        | 13−10       | 30−18 | 0−1 |    |    | 384 – 197 | 384 – 197 |
| Rànquing a final d'any | 524         | 533         | 106         | 106 | 120         | 47          | 36          | 26    | 17          | 17          | 17          | 35    | 36          | 268         | 3           | 5     | 8           | 65          | 24          | 20          | 15    | –   |    |    |           |           |
| Llegenda: G: Guanyadora; F: Finalista; SF: Semifinalista; QF: Quarts de final; Q: Qualificació; A: Absent; RR: Round Robin; |             |             |             |     |             |             |             |       |             |             |             |       |             |             |             |       |             |             |             |             |       |     |    |    |           |           |

### Dobles mixts
| Open d'Austràlia | A  | A  | 1R | A           | 2R          | SF          | G  | 1R          | A           | A           | QF | QF          | A           | QF          | F           | 2R | A  | 2R | 1R | 1 / 12 | 17 – 10 |
| Roland Garros | A  | A  | 2R | 1R          | 1R          | A           | 2R | A           | A           | G           | A  | 1R          | A           | A           | NC          | 1R | A  | 2R |    | 1 / 8  | 8 – 6   |
| Wimbledon | 2R | A  | 1R | 3R          | 2R          | A           | A  | A           | A           | SF          | A  | A           | 2R          | 2R          | NC          | 3R | A  | A  |    | 0 / 8  | 9 – 6   |
| US Open | A  | A  | A  | QF          | SF          | A           | 1R | A           | A           | F           | A  | A           | G           | G           | NC          | 1R | A  | 2R |    | 2 / 8  | 20 – 6  |
| Jocs Olímpics | NC | NC | A  | No celebrat | No celebrat | No celebrat | A  | No celebrat | No celebrat | No celebrat | G  | No celebrat | No celebrat | No celebrat | No celebrat | 1R | NC | NC |    | 1 / 2  | 4 – 1   |
| Llegenda: G: Guanyadora; F: Finalista; SF: Semifinalista; QF: Quarts de final; Q: Qualificació; A: Absent; RR: Round Robin; |    |    |    |             |             |             |    |             |             |             |    |             |             |             |             |    |    |    |    |        |         |